# العلاقات الكويتية الموزمبيقية
العلاقات الكويتية الموزمبيقية هي العلاقات الثنائية التي تجمع بين الكويت وموزمبيق.

## مقارنة بين البلدين
هذه مقارنة عامة ومرجعية للدولتين:
| وجه المقارنة                                              | الكويت        | موزمبيق          |
| --------------------------------------------------------- | ------------- | ---------------- |
| المساحة (كم2)                                             | 17.82 ألف     | 801.59 ألف       |
| عدد السكان (نسمة)                                         | 4.14 مليون    | 29.67 مليون      |
| الكثافة السكانية (ن./كم²)                                 | 232.32        | 37.01            |
| العاصمة                                                   | مدينة الكويت  | مابوتو           |
| اللغة الرسمية                                             | اللغة العربية | اللغة البرتغالية |
| العملة                                                    | دينار كويتي   | متكال موزمبيقي   |
| الناتج المحلي الإجمالي (بليون دولار)                      | 120.13 مليار  | 12.33 مليار      |
| الناتج المحلي الإجمالي (تعادل القوة الشرائية) بليون دولار | 290.53 مليار  | 33.35 مليار      |
| الناتج المحلي الإجمالي الاسمي للفرد دولار أمريكي          | 29.30 ألف     | 529              |
| الناتج المحلي الإجمالي للفرد دولار أمريكي                 | 73.25 ألف     | 1.13 ألف         |
| مؤشر التنمية البشرية                                      | 0.816         | 0.416            |
| رمز المكالمات الدولي                                      | +965          | +258             |
| رمز الإنترنت                                              | .kw           | .mz              |
| المنطقة الزمنية                                           | ت ع م+03:00   | ت ع م+02:00      |

## منظمات دولية مشتركة
يشترك البلدان في عضوية مجموعة من المنظمات الدولية، منها:
| علم المنظمة | اسم المنظمة                               | تاريخ انضمام الكويت | تاريخ انضمام موزمبيق |
| ----------- | ----------------------------------------- | ------------------- | -------------------- |
|             | الاتحاد البريدي العالمي                   | ?                   | ?                    |
|             | مؤسسة التنمية الدولية                     | 13 سبتمبر 1962      | 24 سبتمبر 1984       |
|             | منظمة حظر الأسلحة الكيميائية              | ?                   | ?                    |
|             | منظمة التجارة العالمية                    | ?                   | ?                    |
|             | الأمم المتحدة                             | 14 مايو 1963        | 16 سبتمبر 1975       |
|             | وكالة ضمان الاستثمار متعدد الأطراف        | 12 أبريل 1988       | 23 نوفمبر 1994       |
|             | منظمة الشرطة الجنائية الدولية             | ?                   | ?                    |
|             | مؤسسة التمويل الدولية                     | 13 سبتمبر 1962      | 24 سبتمبر 1984       |
|             | المنظمة الهيدروغرافية الدولية             | ?                   | ?                    |
|             | الاتحاد الدولي للاتصالات                  | 14 أغسطس 1959       | 4 نوفمبر 1975        |
|             | البنك الدولي للإنشاء والتعمير             | 13 سبتمبر 1962      | 24 سبتمبر 1984       |
|             | البنك الإفريقي للتنمية                    | ?                   | ?                    |
|             | منظمة التعاون الإسلامي                    | ?                   | ?                    |
|             | المركز الدولي لتسوية المنازعات الاستشارية | 4 مارس 1979         | 7 يوليو 1995         |
|             | يونسكو                                    | 18 نوفمبر 1960      | 11 أكتوبر 1976       |

## وصلات خارجية
- موقع وزارة الخارجية الكويتية
- موقع وزارة الخارجية الموزمبيقية